# محطة نيويورك بين
محطة بنسلفانيا (بالإنجليزية: Pennsylvania Station) وتشتهر باسم محطة بين (بالإنجليزية: Penn Station) هي محطة سكك تربط بين المدن الرئيسية في مدينة نيويورك الأميركية. وهي أكثر مركز نقل ركاب نشاطاً في نصف الأرض الغربي، حيث أنها تخدم أكثر من 600 ألف راكب قطار محلي وقطار أمتراك يوميا. محطة بنسلفانيا تقع في منطقة وسط (ميدتاون) مانهاتن، قرب ميدان هارلد ومبني إمباير ستايت وكورياتاون ومحل مايسيز. هي تحت الأرض بالكامل، وتقع تحت ماديسون سكوير گاردن، بين الجادة السابعة والجادة الثامنة وبين شارعي الحادي والثلثين والرابع والثلاثين.

## معرض الصور

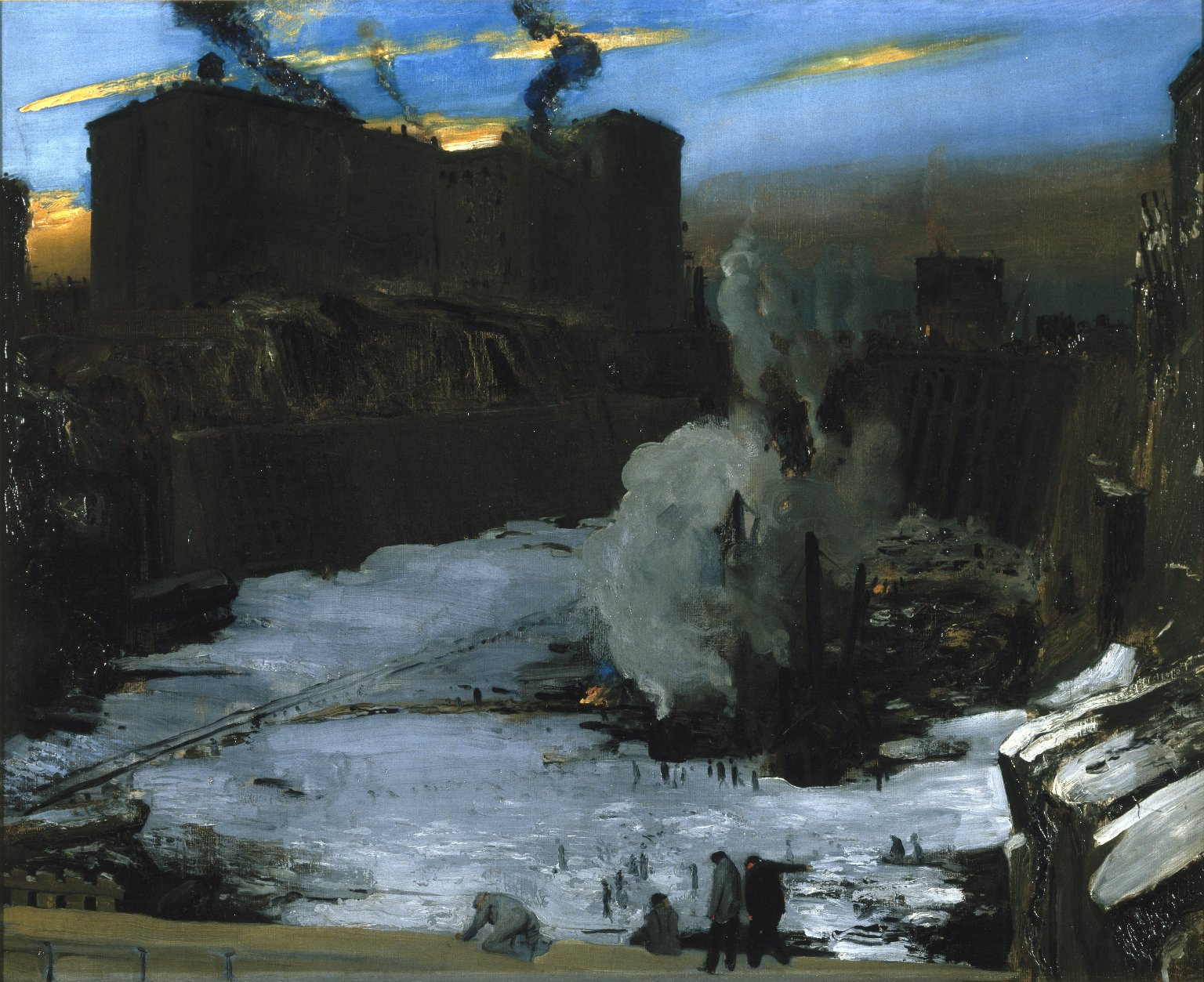
لوحة "حفر محطة بنسلفانيا" للفنان جورج بالوز (حوالي 1907-1908). متحف بروكلين
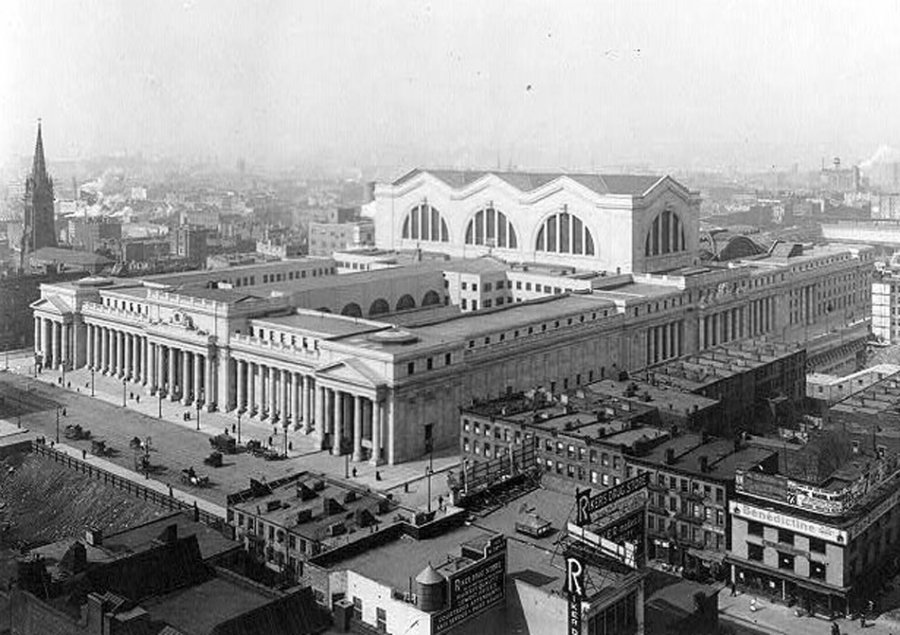
محطة بان في 1911، عقب افتتاحها
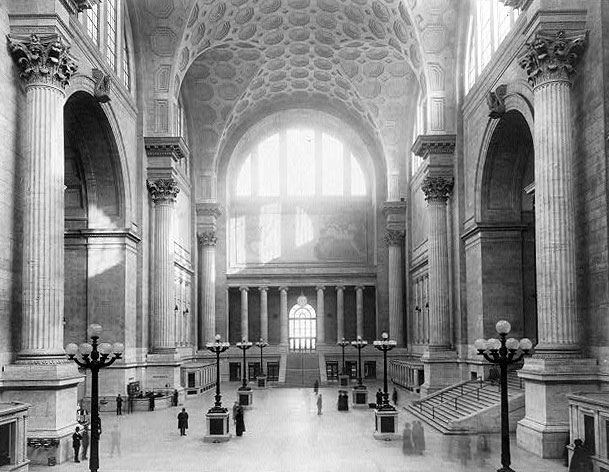
قاعة الانتظار الرئيسية لمحطة بان في 1911
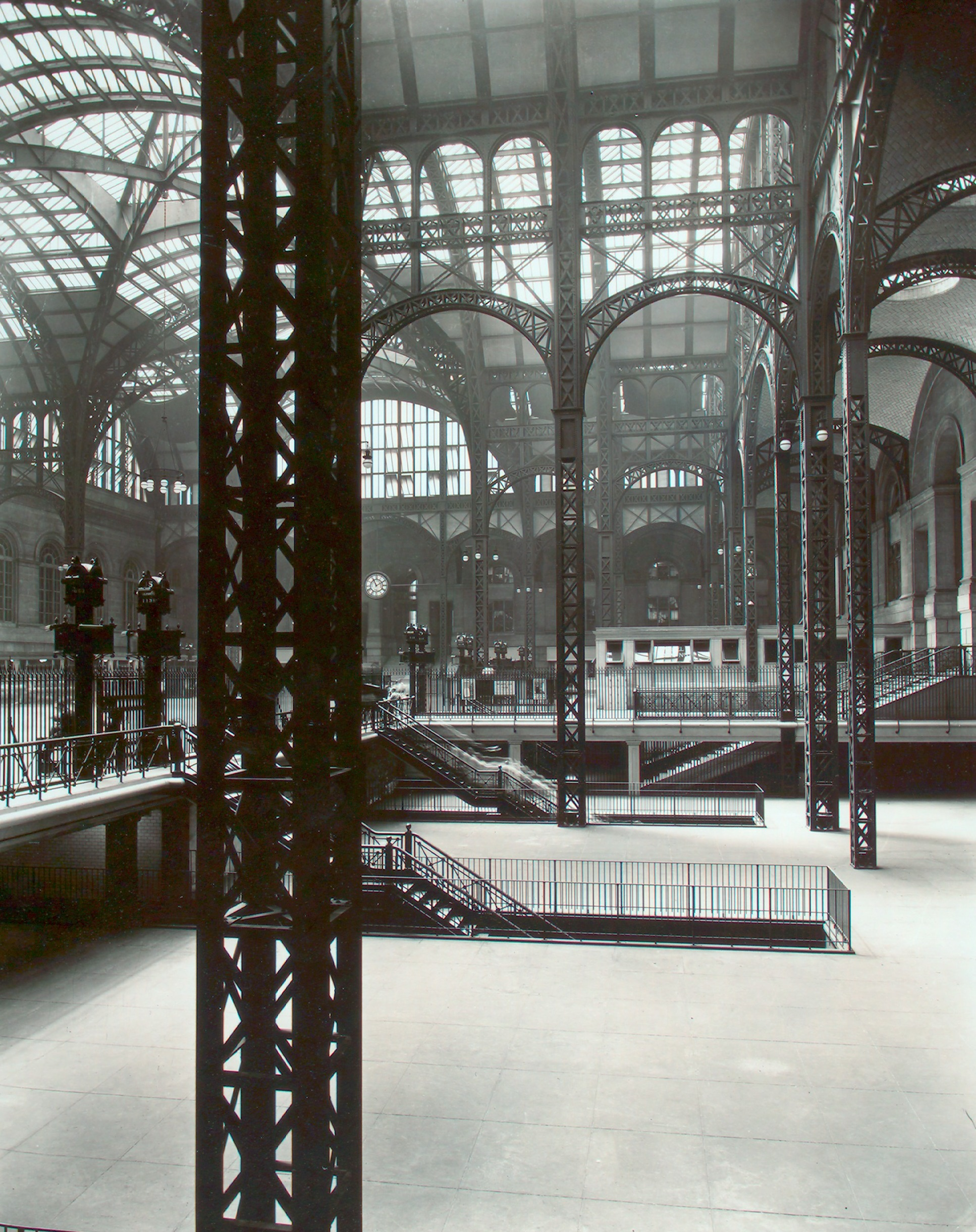
داخلية محطة بان، 1935-1938
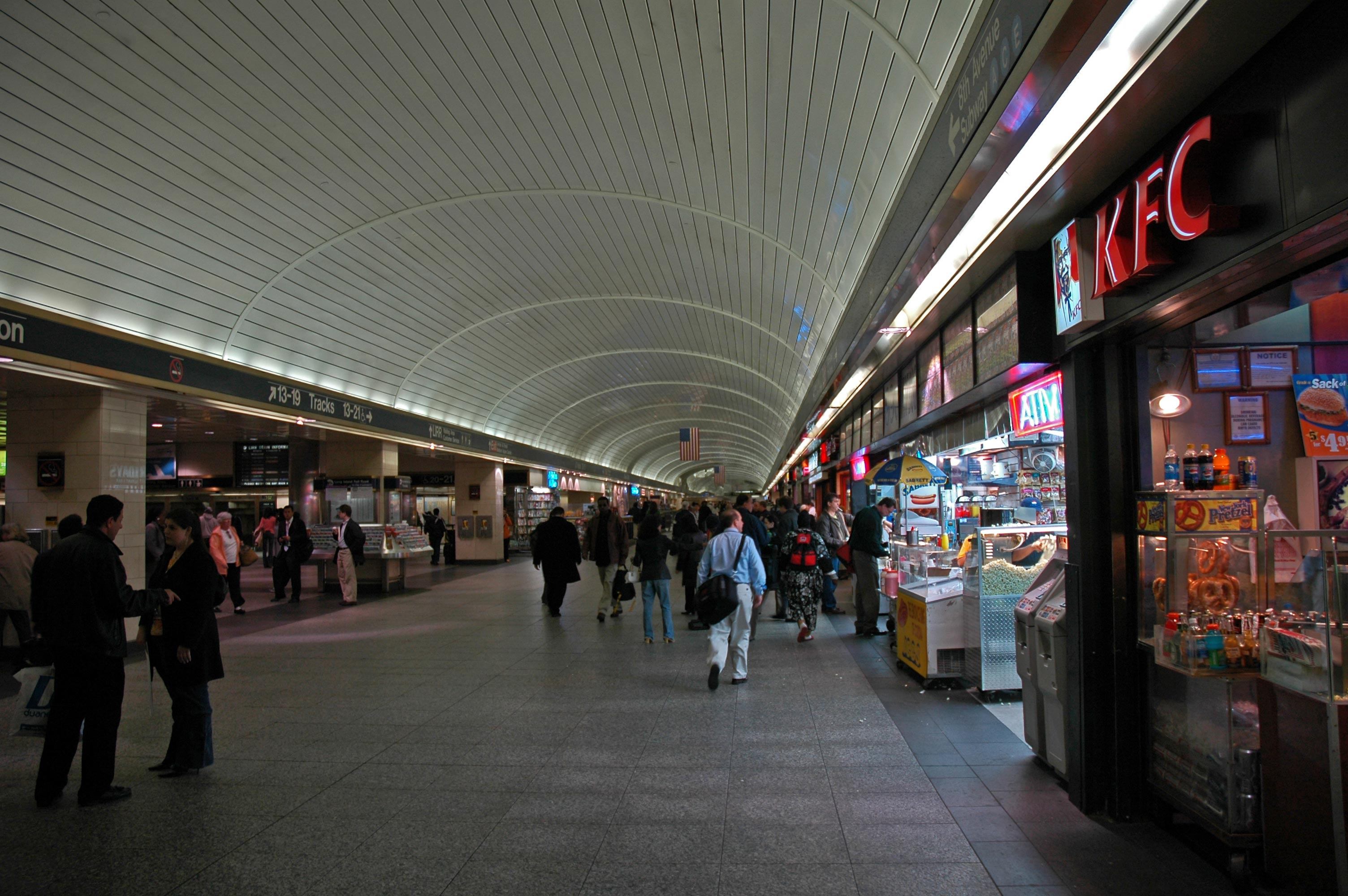
ردهة سكة لونغ آيلند الحديدية
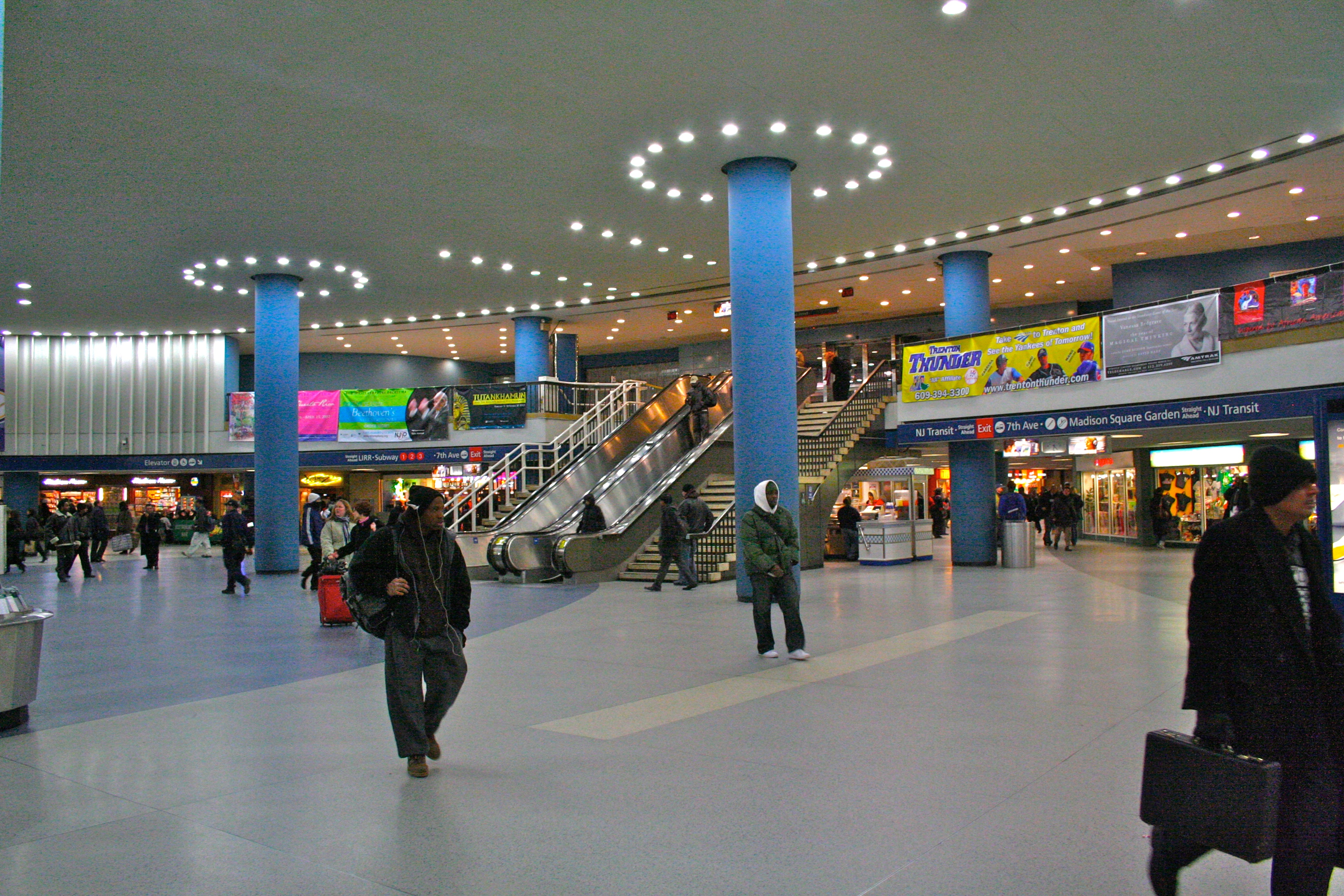
ردهة أمتراك
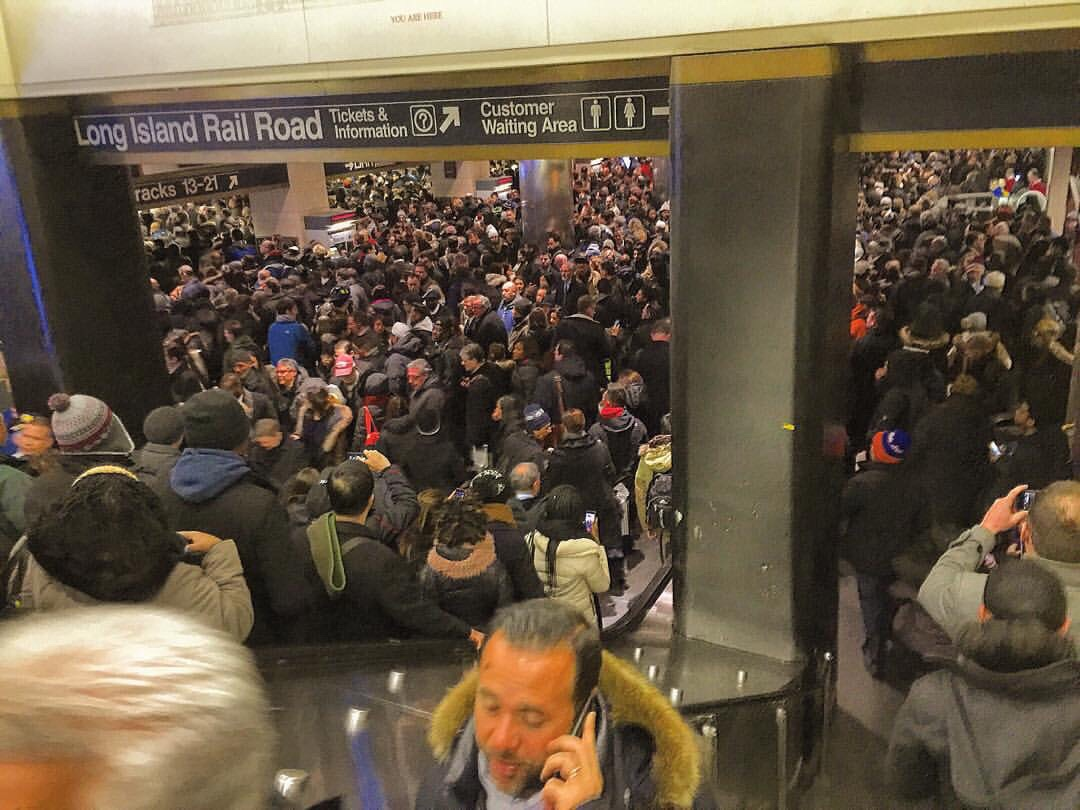
ظروف مزدحمة في ردهة سكة لونغ آيلند الحديدية
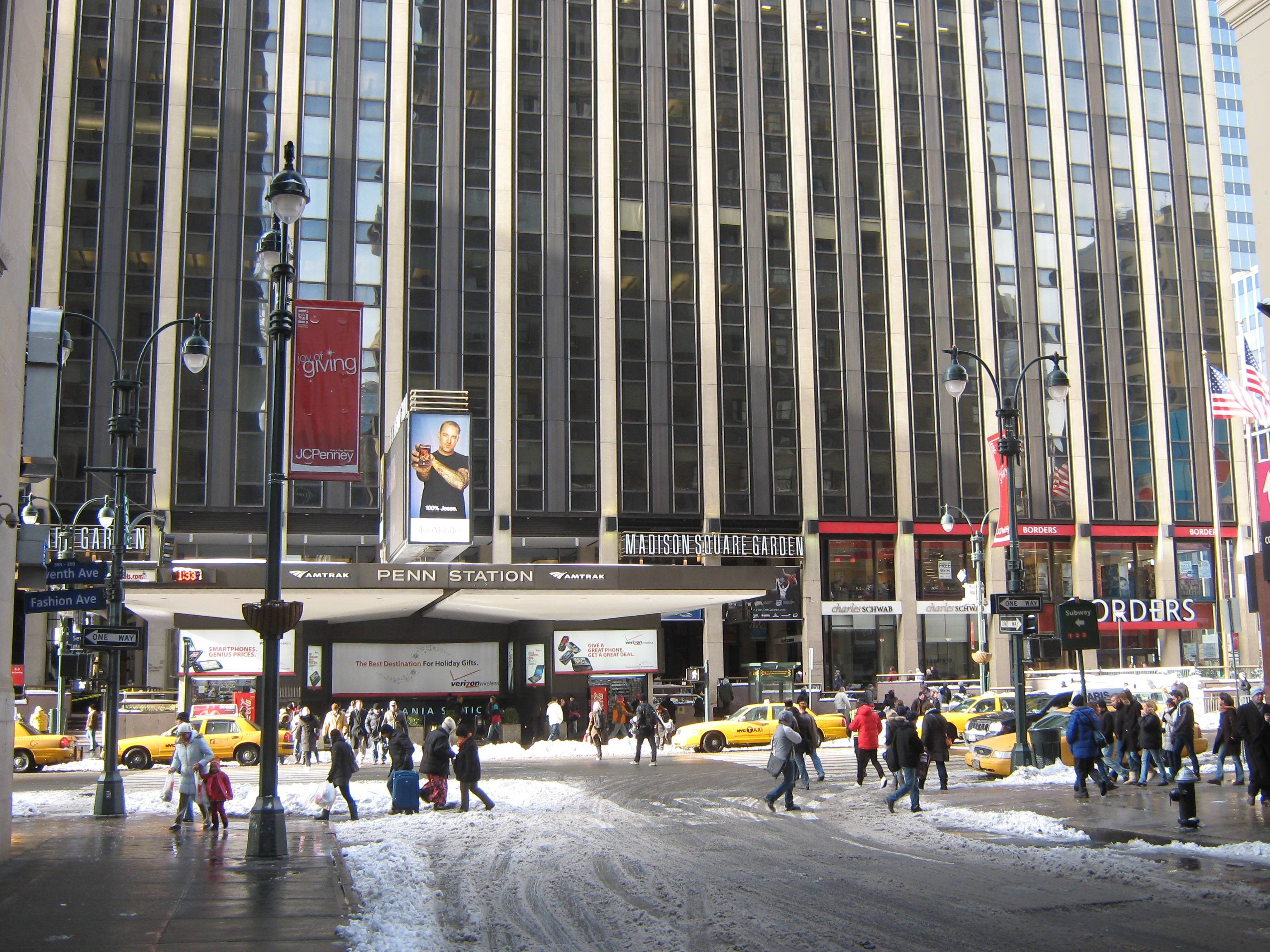
باب الجادة السابعة في الشتاء
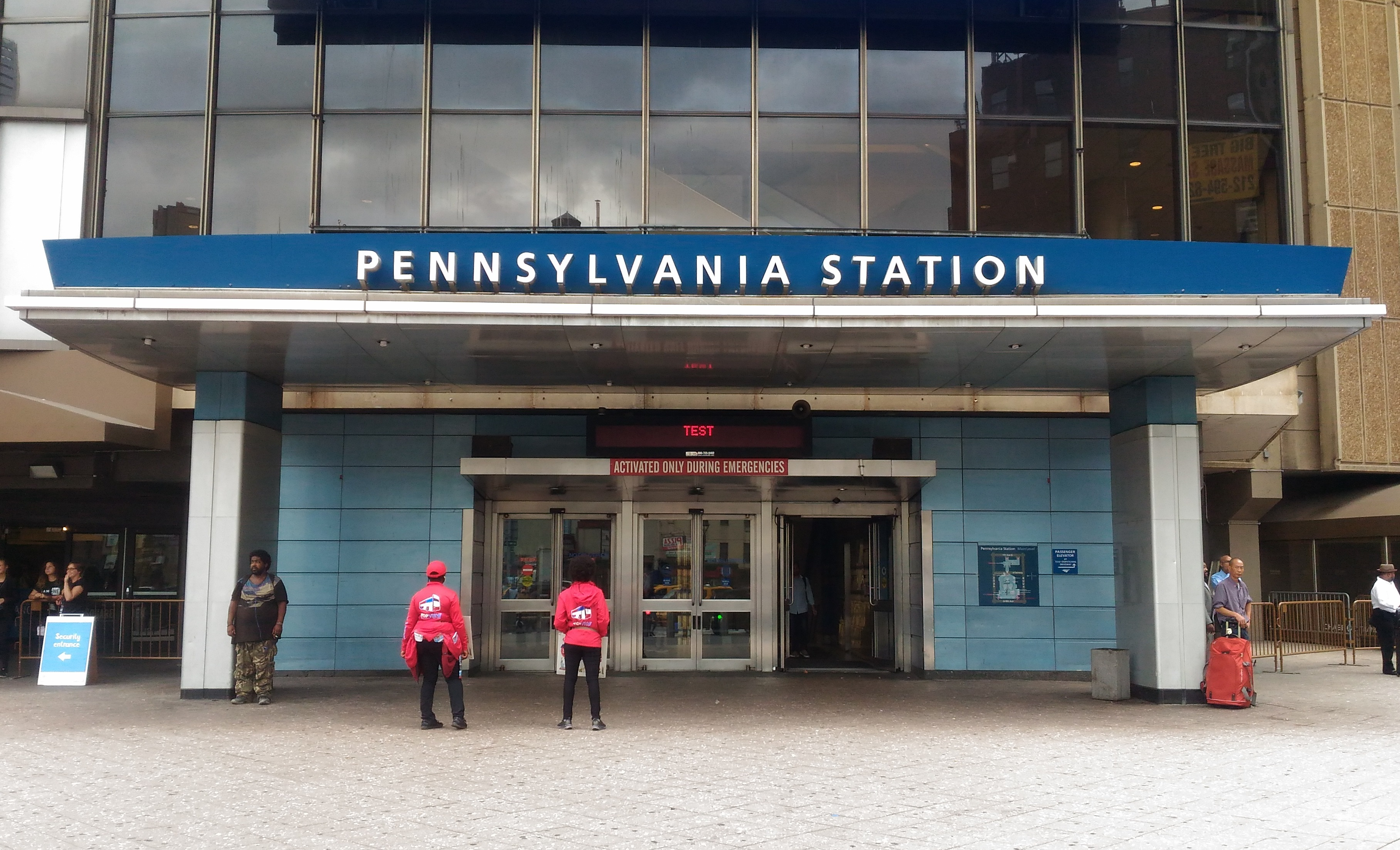
باب الجادة الثامنة
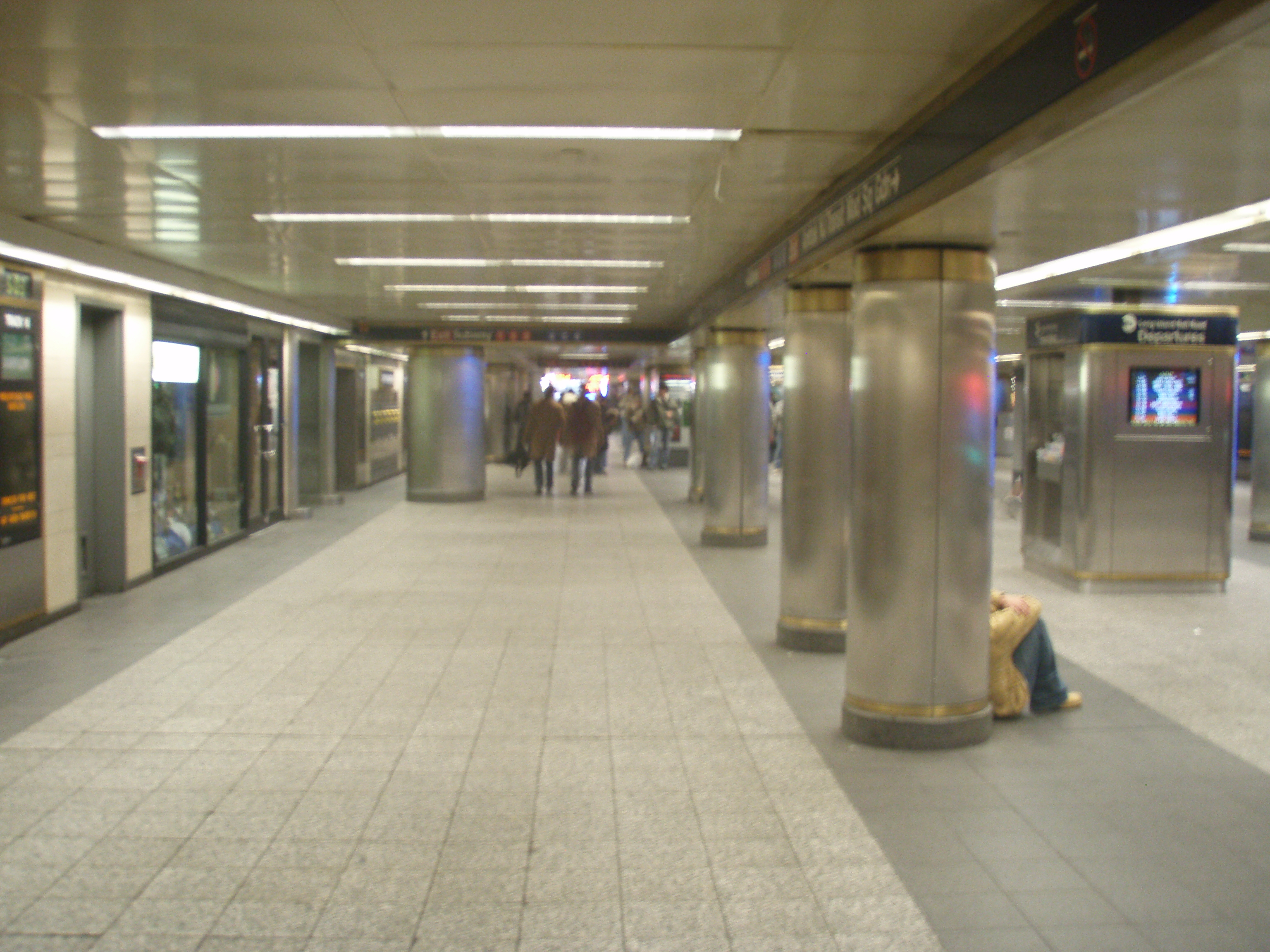
ردهة سكة لونغ آيلند الحديدية
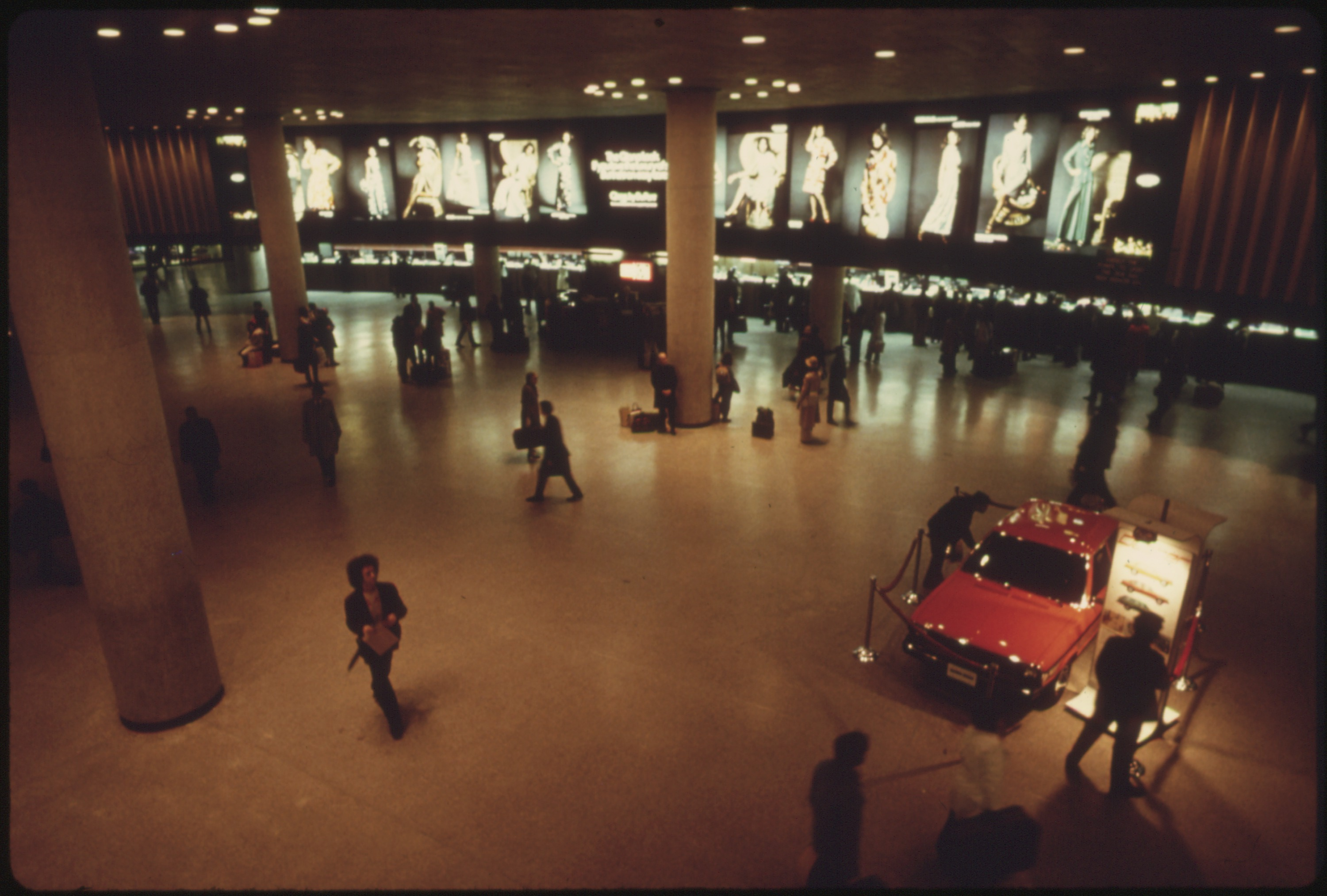
ردهة أمتراك في 1974
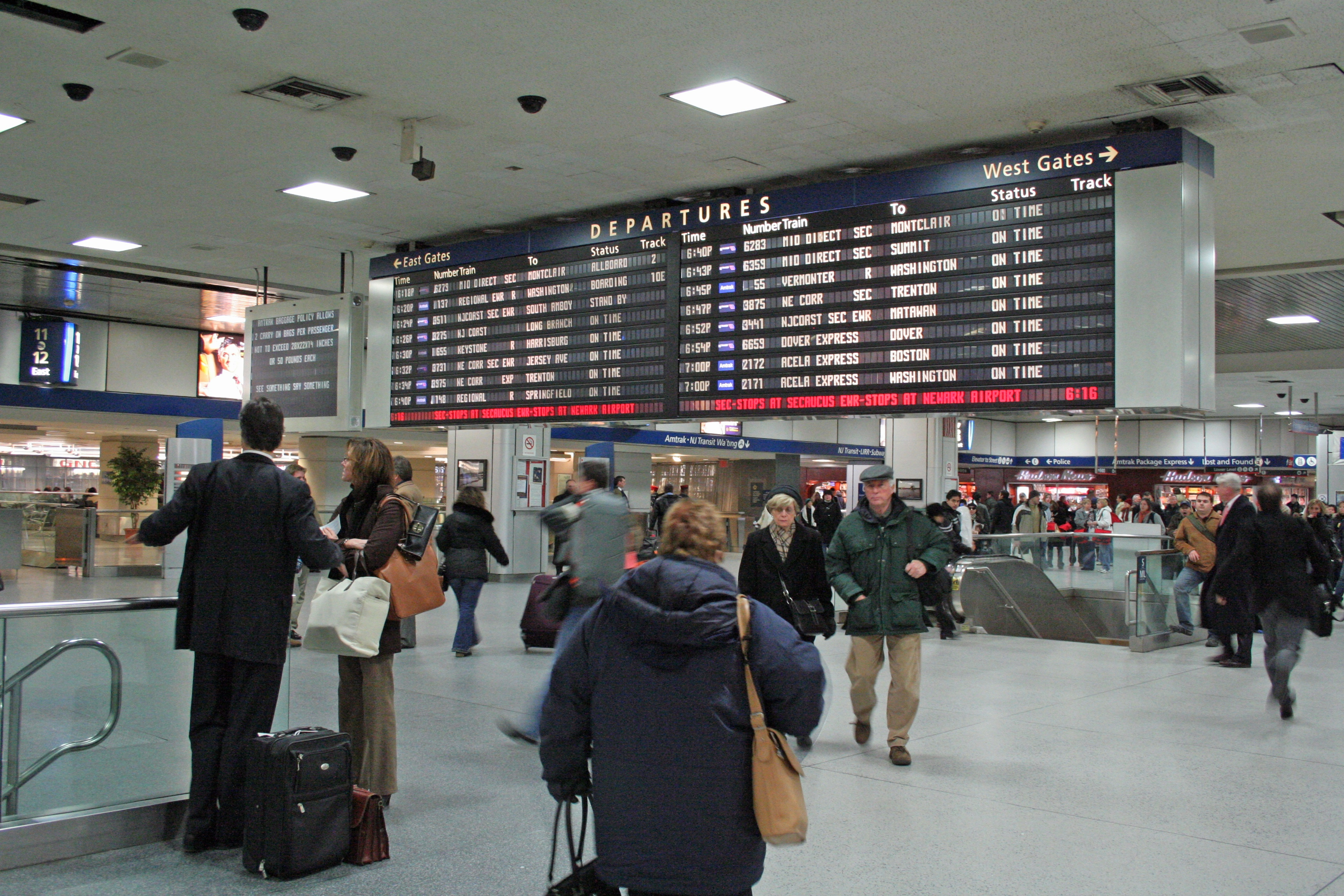
لوحة مغادرات أمتراك
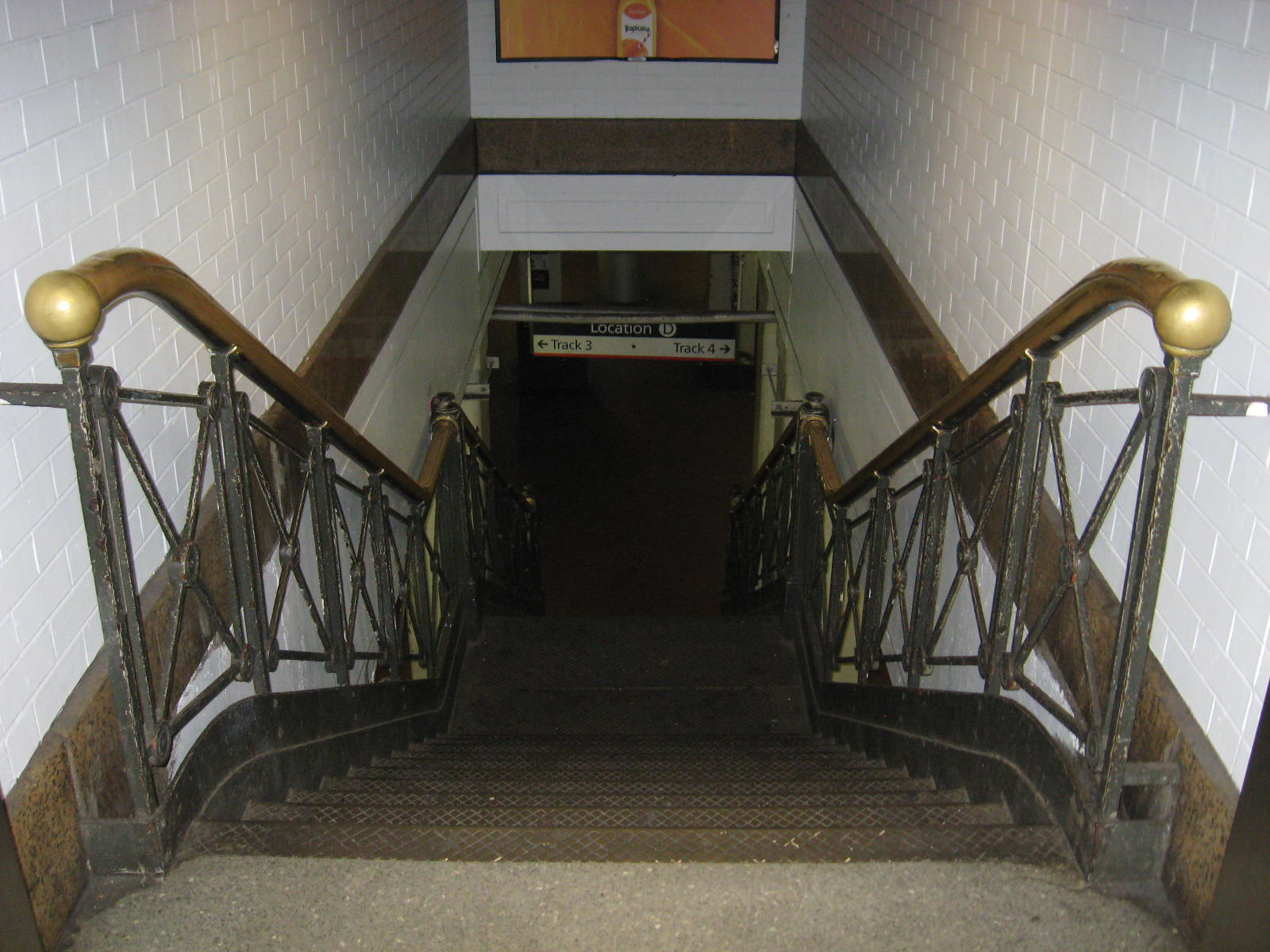
من آخر بقايا محطة بان الأصلية: الدرج بين سكة رقم 3 وسكة رقم 4
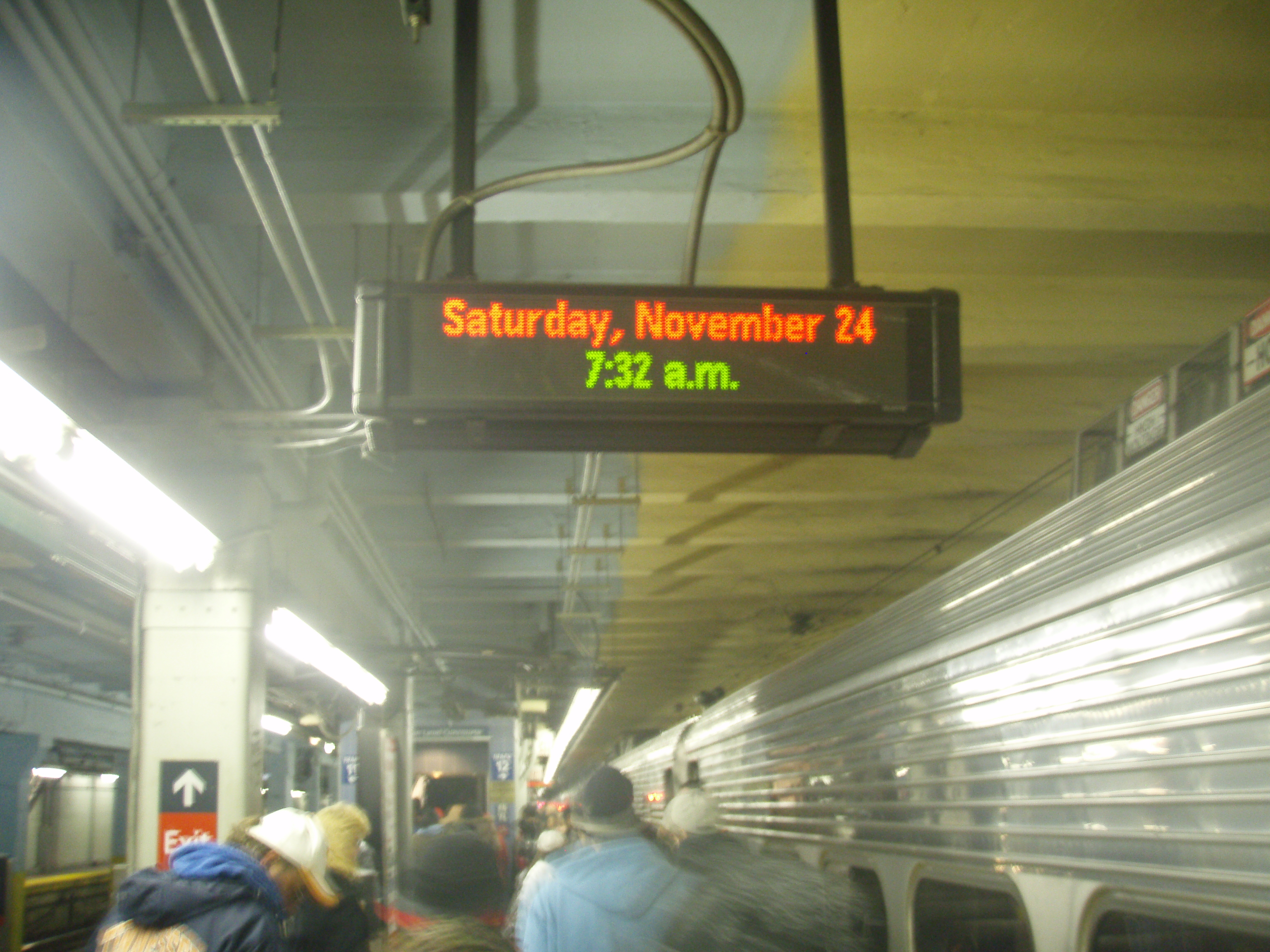
طابق الرصيف لسكك لونغ آيلند / أمتراك
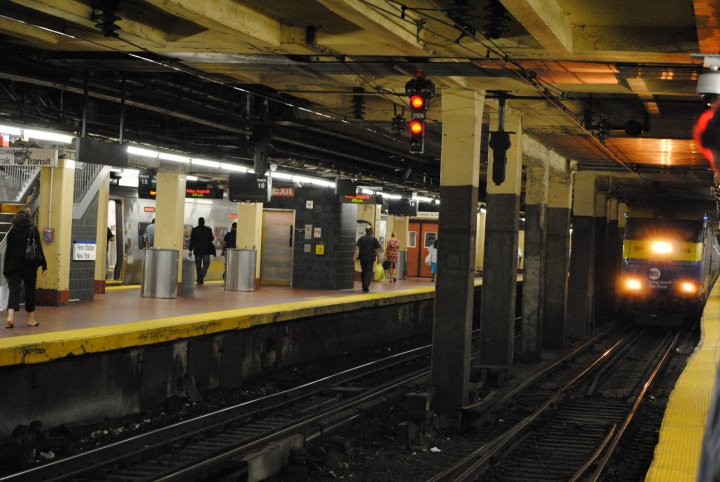
وصول قطار سكة لونغ آيلند الحديدية
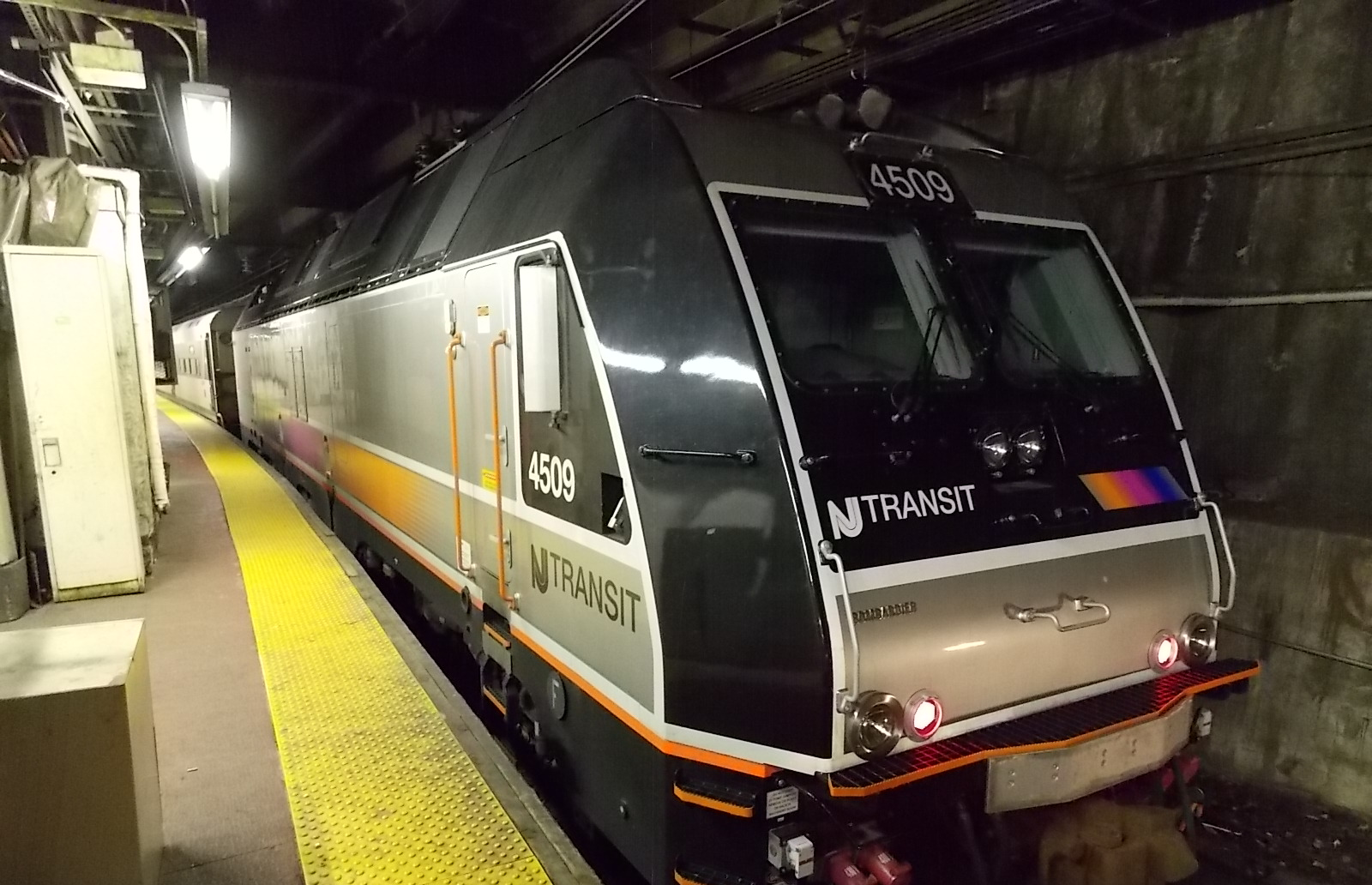
قطارة سكة نقل نيوجرزي تتوقف عند الرصيف
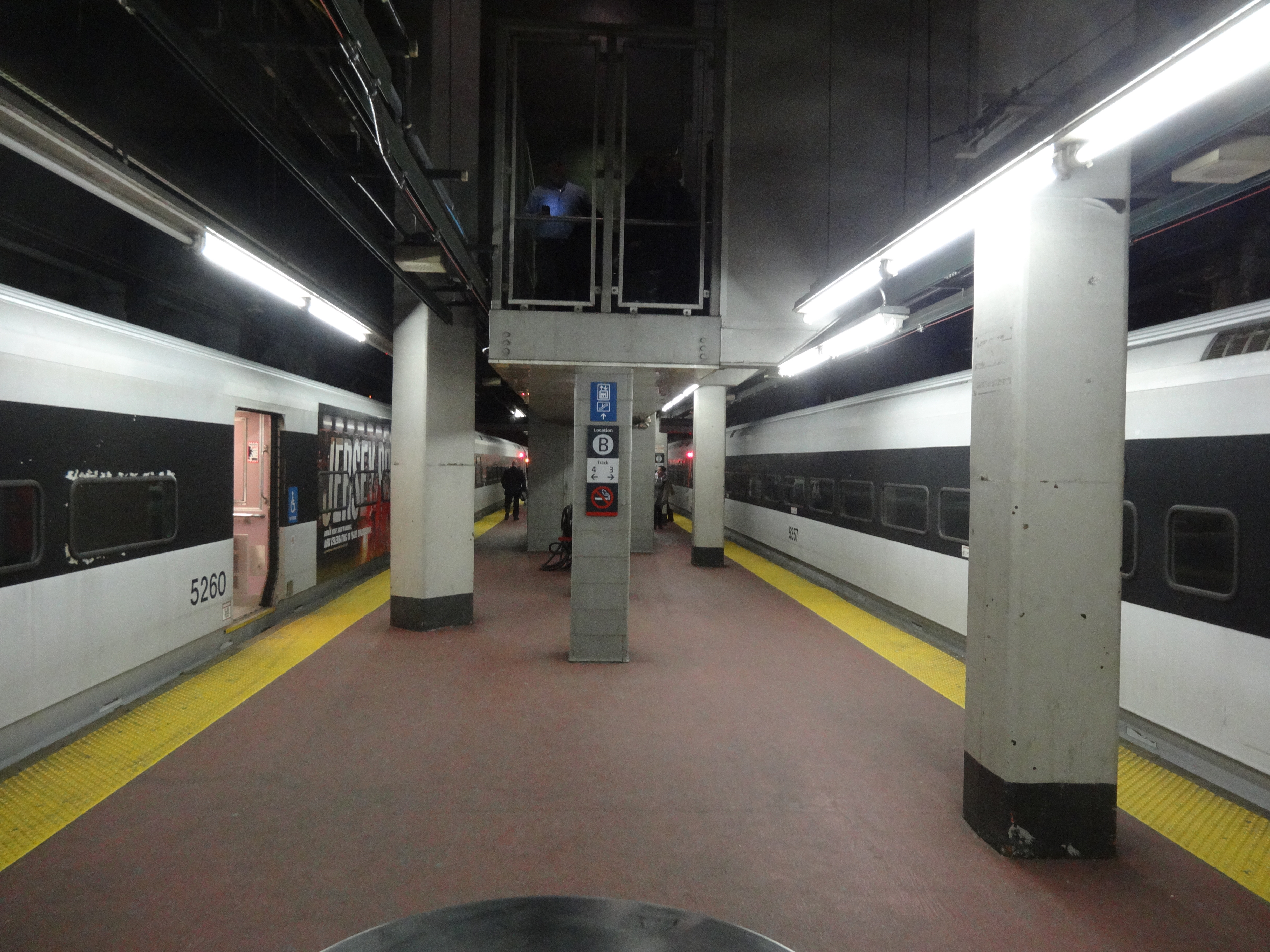
قطاري سكة نقل نيوجيرزي في سكتي 3 و4

محطة بان الأصلية
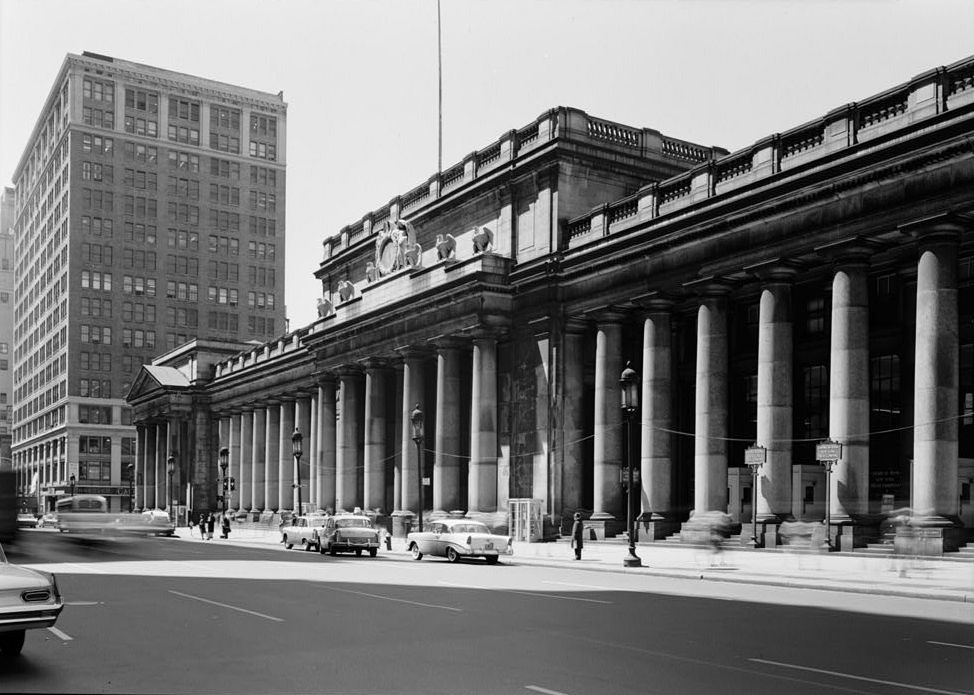
واجهة الجادة السابعة
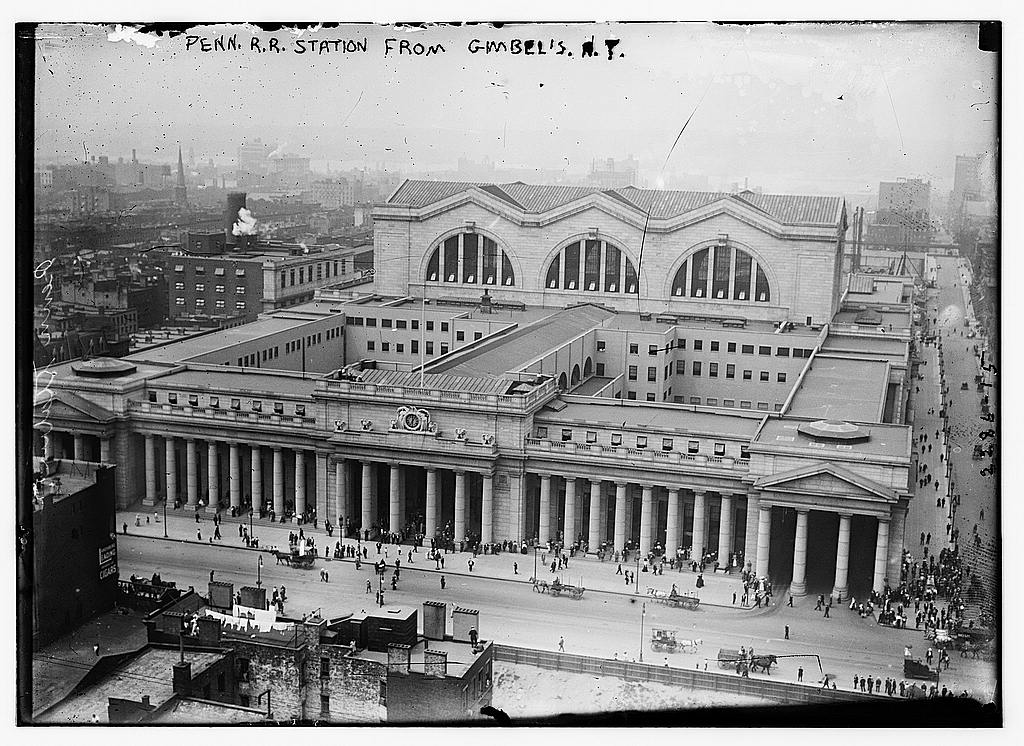
المنظر الرئيسي
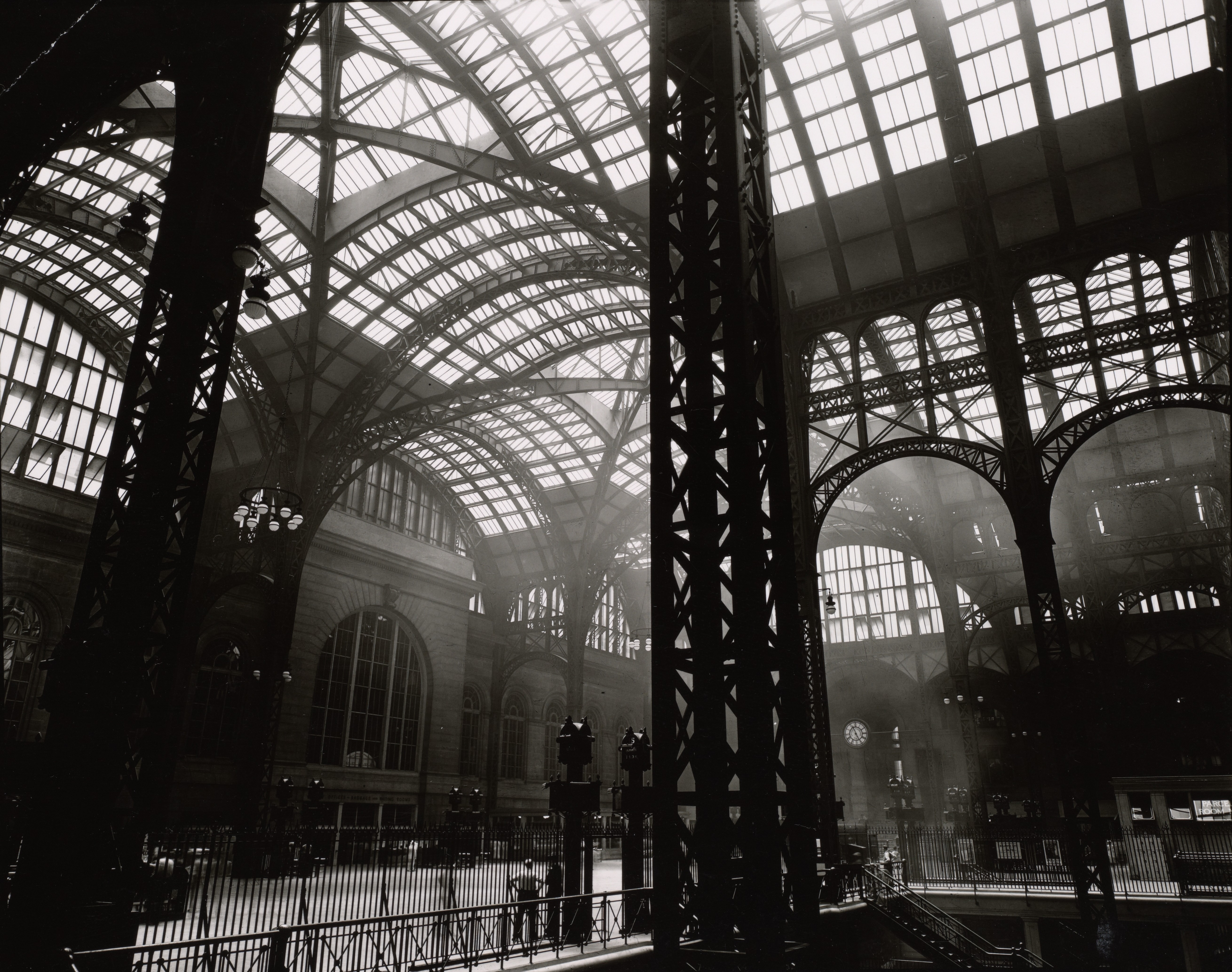
المنظر الداخلي برنيس ابوت
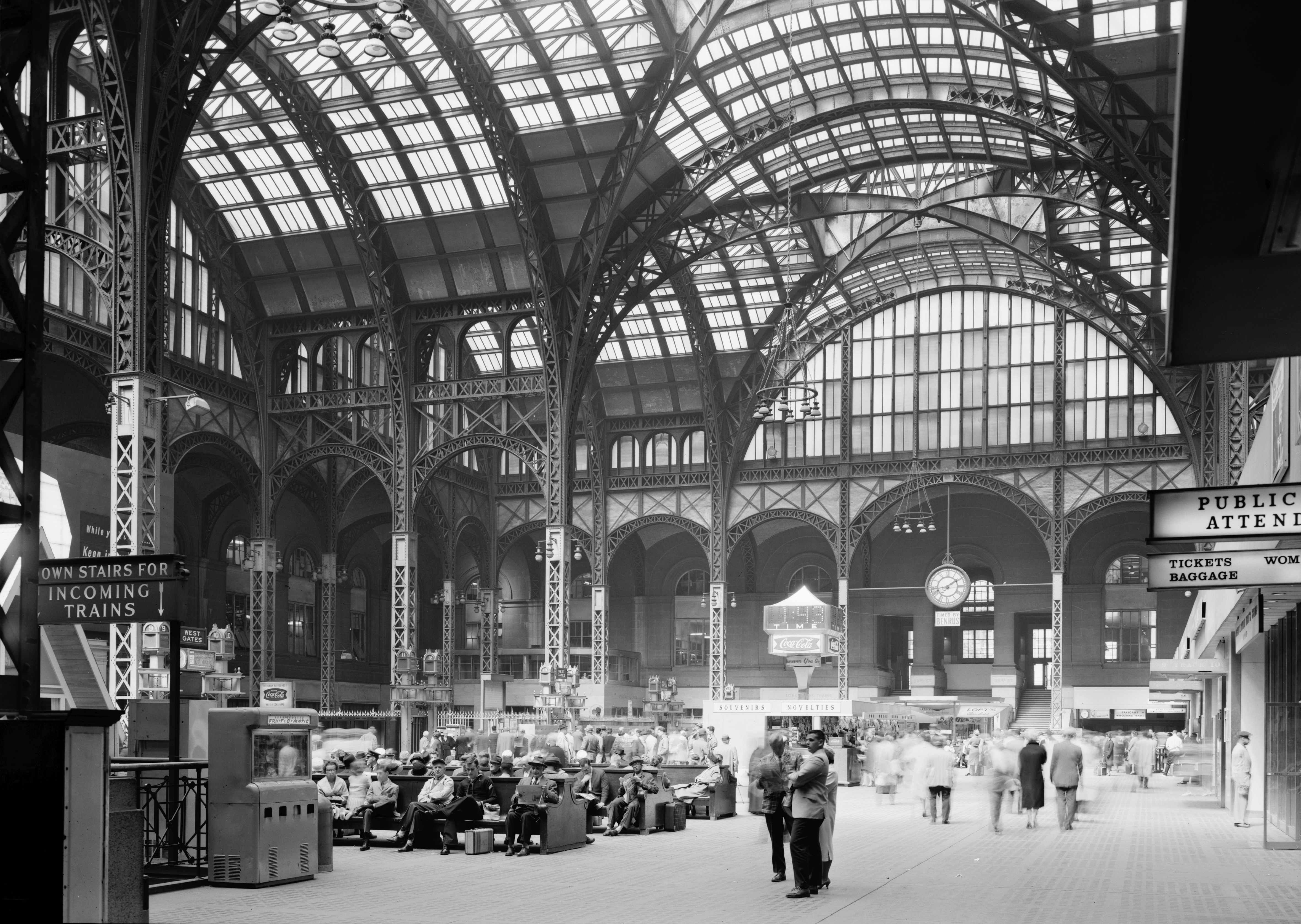
الردهة
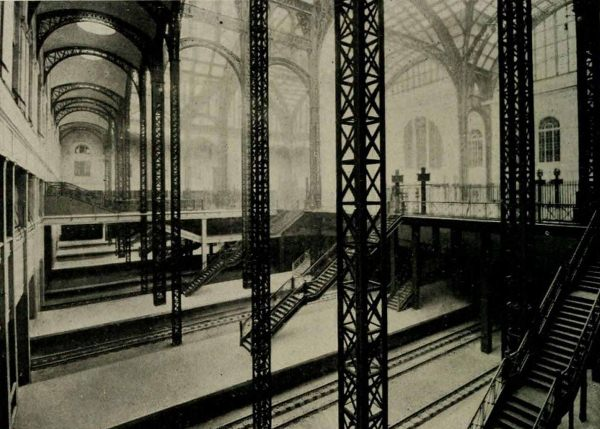
الردهة والأرصفة

## اقرأ أيضا
- خط سكة حديد نيويورك سنترال ونهر هدسون رقم 999